# Giżycko (gmina wiejska)
Giżycko – gmina wiejska w województwie warmińsko-mazurskim, w powiecie giżyckim. W latach 1975–1998 gmina położona była w województwie suwalskim.
Siedziba gminy to Giżycko.
Według danych z 30 czerwca 2004 gminę zamieszkiwały 7642 osoby. Natomiast według danych z 31 grudnia 2019 roku gminę zamieszkiwało 8510 osób.
Na terenie gminy funkcjonuje prywatne lądowisko Giżycko-Mazury Residence.

## Położenie
Giżycko jest położone w centralnej części Pojezierza Mazurskiego w Krainie Wielkich Jezior Mazurskich.

## Geomorfologia
Na terenie gminy dominuje krajobraz młodoglacjalny i pojezierny. Najwyżej położone obszary na wysokości do 180 m n.p.m. występują w południowo-zachodniej i północno-wschodniej części gminy. Najniższe tereny znajdują się nad brzegami jezior i wynoszą ok. 120 m n.p.m..
Na powierzchni terenu całej gminy występują osady czwartorzędowe, związane z działalnością lądolódu podczas zlodowacenia północnopolskiego i procesów erozyjno-akumulacyjnych zachodzących w holocenie. Dominującą formą terenu jest falista i pagórkowata wysoczyzna moreny dennej zbudowana z glin zwałowych. Powierzchnie zajęte przez równiny wypełnione osadami jeziornymi i organicznymi, znajdują się w rejonie jezior Kisajno i Kruklin. W krajobrazie gminy zaznaczają się także wzgórza moren akumulacyjnych, występujące w różnych częściach gminy.

## Hydrografia
Na obszarze gminy przebiega równoleżnikowo dział wodny pierwszego rzędu zlewni rzeki Wisły (dopływu Pisy) i Pregoły (dopływu Węgorapy). Teren charakteryzuje się występowaniem terenów źródliskowych i krótkich cieków wodnych o niewielkich przepływach. Jeziora zajmują ok. 25% powierzchni gminy i zajmują wszystkie większe obniżenia w terenie. 
Na obszarze gminy znajdują się jeziora: Kruklin, Niegocin, Dejguny, Tajty, Boczne, Dobskie, Dejgunek, Okrągłe, Wilkasy, Niałk, Grajewko, Kąpskie, Upałckie Duże, Upałckie Małe, Jazioro Kożuchowskie, Kisajno.

## Struktura powierzchni
Gmina Giżycko ma obszar 289,76 km², w tym:
- użytki rolne: 45,5%
- użytki leśne: 15,9%
- wody 27,3%
- pozostałe tereny 11,3%

Gmina stanowi 25,9% powierzchni powiatu.

## Ochrona przyrody

### Rezerwaty przyrody
Na obszarze gminy znajdują się następujące rezerwaty przyrody:
- Rezerwat przyrody Jezioro Dobskie
- Rezerwat przyrody Wyspy na Jeziorach Mamry i Kisajno
- Rezerwat przyrody Jezioro Kożuchy
- Rezerwat przyrody Torfowisko Spytkowo
- Rezerwat przyrody Perkuny.

### Obszary NATURA 2000
W poszczególnych częściach gminy zlokalizowane są częściowo obszary Natura 2000:
- północna Ostoja Północnomazurska (PLH280045) SOOS
- północno-wschodnia Jezioro Dobskie (PLB280012) OSOP.

### Obszary Chronionego Krajobrazu
Na terenie gminy częściowo znajdują się w poszczególnych rejonach:
- Obszar Chronionego Krajobrazu Krainy Wielkich Jezior – część centralna i zachodnia
- Obszar Chronionego Krajobrazu Pojezierza Ełckiego – część wschodnia.

### Pomniki przyrody
Na terenie gminy znajdują się następujące pomniki przyrody:
| Nr  | Lokalizacja                                                    | Forma             | Nazwa                                             | Obwód przy powołaniu [cm] | Nr ew. | Rok uznania | Zdjęcie |
| 1.  | Gajewo, przy leśniczówce Zielony Dwór                          | grupa drzew       | 3 dęby szypułkowe "Wilhelm", "Wyniosły"           | 616, 458, 445             | 108    | 1956        |         |
| 2.  | Gajewo, przy leśniczówce Zielony Dwór                          | grupa drzew       | 2 dęby szypułkowe "Dowejko" i "Domejko"           | 440, 445                  | 109    | 1968        |         |
| 3.  | Półwysep Dobski                                                | głazowisko        | ok. 7000 głazów narzutowych na pow. 7 ha          | od 200 do 500             | 110    | 1968        |         |
| 4.  | Pierkunowo, przy drodze                                        | pojedyncze drzewo | lipa drobnolistna                                 | 440                       | 112    | 1973        |         |
| 5.  | Sulimy, przy drodze do Parku Miejskiego                        | pojedyncze drzewo | lipa drobnolistna                                 | 350                       | 113    | 1973        |         |
| 6.  | na N od wsi Dziewiszewo, teren byłego PGR                      | głaz narzutowy    | głaz narzutowy                                    | 1420                      | 148    | 1961        |         |
| 7.  | park we wsi Doba                                               | pojedyncze drzewo | brzoza brodawkowata                               | 282                       | 309    | 1984        |         |
| 8.  | Poganty                                                        | aleja             | 6 dębów szypułkowych                              | od 350 do 425             | 991    | 2001        |         |
| 9.  | leśnictwo Streławki Wielkie oddz. 504t, skraj Łąk Dejguńskich  | głaz narzutowy    | granit                                            | 1460                      | 992    | 2001        |         |
| 10. | leśnictwo Streławki Wielkie oddz. 504f                         | głaz narzutowy    | granit                                            | 1230                      | 993    | 2001        |         |
| 11. | leśnictwo Streławki Wielkie oddz. 504c, przy drodze            | głaz narzutowy    | granit                                            | 800                       | 994    | 2001        |         |
| 12. | leśnictwo Streławki Wielkie oddz. 498b                         | głaz narzutowy    | granit                                            | 820                       | 995    | 2001        |         |
| 13. | Dziewiszewo na pastwisku na NW od wsi                          | głaz narzutowy    | granit                                            | 1410                      | 996    | 2001        |         |
| 14. | leśnictwo Kamionki oddz. 492g, przy drodze Dziewiszewo-Doba    | głaz narzutowy    | granit                                            | 760                       | 997    | 2001        |         |
| 15. | leśnictwo Sterławki Wielkie oddz. 746c, przy drodze Doba-Pilwa | pojedyncze drzewo | lipa drobnolistna "Jasmir"                        | 550                       | 998    | 2001        |         |
| 16. | leśnictwo Sterławki Wielkie oddz. 745i                         | pojedyncze drzewo | dąb szypułkowy                                    | 635                       | 999    | 2001        |         |
| 17. | leśnictwo Sterławki Wielkie oddz. 745c                         | pojedyncze drzewo | dąb szypułkowy                                    | 550                       | 1000   | 2001        |         |
| 18. | leśnictwo Sterławki Wielkie oddz. 745i                         | pojedyncze drzewo | dąb szypułkowy                                    | 440                       | 1001   | 2001        |         |
| 19. | leśnictwo Sterławki Wielkie oddz. 505c                         | pojedyncze drzewo | jesion wyniosły                                   | 380                       | 1002   | 2001        |         |
| 20. | leśnictwo Sterławki Wielkie oddz. 744j                         | pojedyncze drzewo | dąb szypułkowy                                    | 460                       | 1003   | 2001        |         |
| 21. | leśnictwo Sterławki Wielkie oddz. 502a                         | pojedyncze drzewo | dąb szypułkowy                                    | 470                       | 1004   | 2001        |         |
| 22. | leśnictwo Zielony Dwór oddz. 20o                               | grupa drzew       | 2 modrzewie europejskie "Franciszek" i "Bolesław" | 305 i 313                 | 1236   | 2004        |         |
| 23. | leśnictwo Zielony Dwór oddz. 21a                               | pojedyncze drzewo | dąb szypułkowy                                    | 420                       | 1237   | 2004        |         |

## Demografia

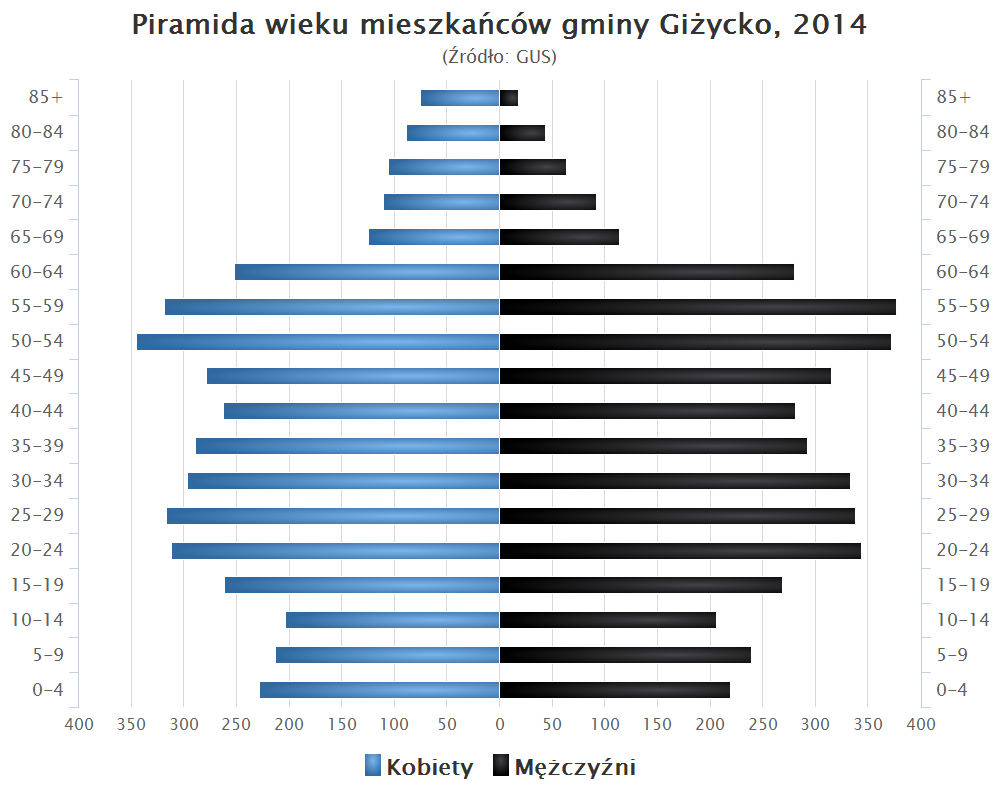
Piramida wieku mieszkańców gminy Giżycko w 2014 roku

Dane z 30 czerwca 2004:
| Opis                              | Ogółem | Ogółem | Kobiety | Kobiety | Mężczyźni | Mężczyźni |
| --------------------------------- | ------ | ------ | ------- | ------- | --------- | --------- |
| jednostka                         | osób   | %      | osób    | %       | osób      | %         |
| populacja                         | 7642   | 100    | 3799    | 49,7    | 3843      | 50,3      |
| gęstość zaludnienia (mieszk./km²) | 26,4   | 26,4   | 13,1    | 13,1    | 13,3      | 13,3      |

## Sołectwa
Antonowo, Bogacko, Bogaczewo, Bystry, Doba, Gajewo, Grajwo, Guty, Kąp, Kamionki, Kozin, Kożuchy Wielkie, Kruklin, Pieczonki, Pierkunowo, Sołdany, Spytkowo, Sterławki Małe, Sulimy, Szczybały Giżyckie, Świdry, Upałty, Upałty Małe, Wilkaski, Wilkasy, Wronka, Wrony.

## Pozostałe miejscowości
Dziewiszewo, Fuleda, Gorazdowo, Kalinowo, Kożuchy Małe, Nowe Sołdany, Osiedle Grajwo, Piękna Góra, Poganty, Róg Pierkunowski, Sterławki Średnie, Strzelce, Wola Bogaczkowska, Wrony Nowe, Zielony Gaj.

## Sąsiednie gminy
Giżycko (miasto), Kętrzyn, Kruklanki, Miłki, Pozezdrze, Ryn, Węgorzewo, Wydminy